# Danny Vincent
Danny Vincente é um guitarrista de Blues argentino radicado em São Paulo Brasil desde 1990.
Além de guitarrista também é compositor e produtor.

## Biografia
Danny Vincent nasceu na Argentina, e é filho do saudoso violonista de tango, Villa, da dupla Gomez-Villa. Em 1990 imigrou para o Brasil, para a felicidade dos brasileiros. São mais de 30 anos tocando Blues, construindo uma carreira sólida e reconhecida dentro e fora do Brasil. Em 1995 se apresentou no Nescafé Blues, onde dividiu o palco com Robert Cray, Jeff Healey e Wilson Pickett. Em 2011 participou da 3 edição do "Bourbon Festival Paraty". Em 2016 integrou o elenco de artistas do 14ª Rio das Ostras Jazz e Blues, ao lado de Flávio Guimarães, fundador da Banda Blues Etílicos. Ainda em 2016, o Ipiabas Blues Jazz Festival. Em 2017, mais um festival com a "Danny Vincent Blues Band" , o Santa Jazz.

## Discografia
| Ano  | Abum                 | Gravadora      | Créditos |
| ---- | -------------------- | -------------- | --- |
| 1995 | Blues at Close Range | Paradoxx Music | Baixo – Mauro Caballero Bateria – José Vicente Spartani Guitarras – Alexandre Marcondes, Danny Vincent , Nuno Mindelis (tracks: 10), Solon Fishbone (tracks: 3) Harmonica – Robson Fernandes (tracks: 2,3), Tiago Cerveira (tracks: 10) Teclados – Ari Borger Piano – Ari Borger Vocals – Danny Vincent, Nuno Mindelis (tracks: 10) Autoria – Alexandre Marcondes (tracks: 9), Ari Borger (tracks: 5), Danny Vincent (tracks: 1, 2, 4, 6, 7, 9, 10) |